# Атомизация общества
Атомизация общества — социологический термин, обозначающий распад социальных связей, разобщение и изоляцию индивидов в масштабах всего общества. В результате этого процесса люди всё больше ориентируются на индивидуальные интересы и теряют чувство принадлежности к коллективу, общине или сообществу.
Понятие получило распространение в социальной философии и социологии XX века и активно используется сегодня, особенно при анализе современных обществ, включая Россию, где обсуждаются проблемы разобщения, одиночества и упадка традиционных форм коллективности.
Атомизация выражается в снижении доверия между людьми, утрате навыков совместного решения проблем и коллективного взаимодействия. Чем более атомизировано общество, тем ниже вероятность появления независимых от государства профсоюзов, НКО, общественных движений и политических партий. Одновременно с этим растёт общественный цинизм в отношении идеи коллективного действия и солидарности.

## Атомизация и тоталитаризм
Доцент Института общественных наук РАНХиГС, политолог и бывший член Совета по правам человека при президенте РФ Екатерина Шульман называет Россию и Китай примерами атомизированных обществ, ставших такими из-за тоталитарных политических режимов своего прошлого (КПСС и КПК XX века соответственно). В начале 2000-х годов стало заметно, что российское общество начало преодолевать советскую атомизацию. Этот процесс скачкообразно усилился в 2010-х, когда, несмотря на проводимую в этот же период государственную политику создания данному процессу препятствий (внедрение ярлыка «иностранный агент», постоянные проверки со стороны госорганов и т. д.), стали появляться тысячи общественных объединений граждан разного масштаба, от чатов по подъездам домов, до всероссийских общественных организаций с сильными международными связями (например, общественное движение наблюдателей «Голос» и другие) и первых независимых от государства и работодателей профсоюзов (например, профсоюз «Альянс врачей» или Конфедерация труда России).
Шульман также упоминает, что большинство тоталитарных режимов в истории человечества на словах превозносили ценности коллективизма, при этом на деле уничтожали все независимые от государства связи между людьми и не позволяли появляться новым, чтобы оставить человека одного незащищённого перед государственной машиной, полностью от неё зависящего. Инструментами сознательной государственной политики атомизации общества в тоталитарных режимах, в частности, в СССР, были, например, уничтожение религиозной общины, ликвидация сельской общины путем насильственной мобильности населения и насильственной урбанизации, ликвидация независимых от государства профсоюзов и создание государственных организаций, имитирующих профсоюзную деятельность.
Екатерина Шульман высказывала мнение, что в отсутствие искусственно созданных, например, государством, условий, общество, со временем, естественным образом преодолевает атомизацию, так как она чужда социальной природе человека.